# Лаврентьев, Олег Александрович
Оле́г Алекса́ндрович Лавре́нтьев (7 июля 1926, Псков — 10 февраля 2011, Харьков) — советский и украинский физик, заслуженный деятель науки и техники Украины, доктор физико-математических наук. Инициатор работ  по управляемому термоядерному синтезу в СССР.

## Биография

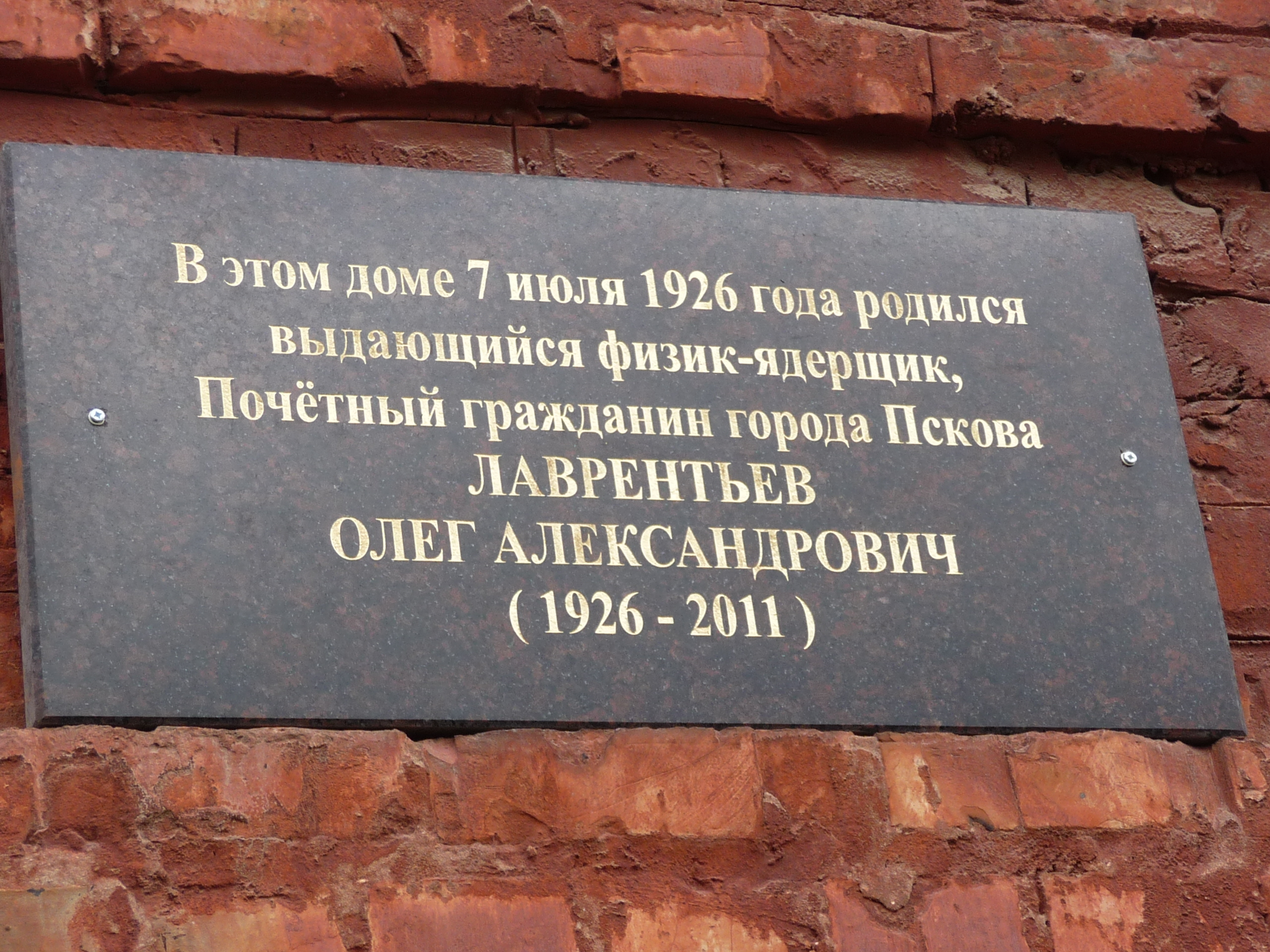
Музейный переулок, 3. Мемориальная доска в Пскове на доме, в котором родился Лаврентьев О. А.

Родился во Пскове, в семье выходцев из крестьян.
Родители были полуграмотными: отец, Александр Николаевич, окончил 2 класса церковно-приходской школы, после вечерней школы в СССР работал делопроизводителем на псковском заводе, мать, Александра Федоровна — 4 класса, в СССР окончила курсы медсестер.
До начала войны Олег Александрович закончил 7 классов второй образцовой школы г. Пскова, уже в то время проявлял интерес к учебной литературе по ядерной физике. После освобождения города, где он вместе с семьей попал под немецко-фашистскую оккупацию, в возрасте 18 лет пошёл добровольцем на фронт. Участвовал в боях за освобождение Прибалтики (1944—1945), был награждён медалями «За победу над Германией в Великой Отечественной войне 1941—1945 гг.» и «30 лет Советской Армии и Флота». По окончании войны продолжил срочную службу в г. Поронайске на только что освобождённом от японцев Сахалине.

## Водородная бомба и управляемый термоядерный синтез
Прочитав в 7 классе (в 1941 году) книгу «Введение в ядерную физику», проявил интерес к этой теме. В воинской части на Сахалине Лаврентьев занимался самообразованием, пользуясь технической библиотекой и вузовскими учебниками. Получая денежное довольствие сержанта, подписался на журнал «Успехи физических наук». В 1948 году командование части поручило Лаврентьеву подготовить лекцию по ядерной физике. Имея несколько свободных дней на подготовку, он заново переосмыслил проблему и написал письмо в ЦК ВКП(б). Из Москвы пришло предписание создать Лаврентьеву условия для работы. В выделенной ему охраняемой комнате он написал свои первые статьи, отосланные в июле 1950 года в отдел тяжелого машиностроения ЦК секретной почтой.
Сахалинская работа Лаврентьева состояла из двух частей. В первой части он предлагал устройство водородной бомбы на основе дейтерида лития. Во второй части своей работы он описывал способ получения электроэнергии в управляемой термоядерной реакции. В рецензии А. Д. Сахарова на его работу были следующие слова:

… Я считаю необходимым детальное обсуждение проекта тов. Лаврентьева. Независимо от результатов обсуждения необходимо уже сейчас отметить творческую инициативу автора.
В 1950 году демобилизованный Лаврентьев приехал в Москву и поступил на физический факультет МГУ. Через несколько месяцев он был вызван к секретарю Специального комитета № 1 при Совете Министров СССР (Спецкомитета) В. А. Махневу, а спустя несколько дней — в Кремль к председателю спецкомитета по атомному и водородному оружию Л. П. Берии.
После встречи с Л. П. Берией Лаврентьев стал получать повышенную стипендию, вместо общежития ему была предоставлена меблированная комната близко к центру Москвы. Он получил право на свободное посещение занятий, для него была организована доставка научной литературы, назначены дополнительные преподаватели физики, математики и английского языка — преподавателем математики был кандидат наук А. А. Самарский (впоследствии — академик и Герой Социалистического Труда).
После открытия в мае 1951 года Государственной программы термоядерных исследований Лаврентьев получил допуск в ЛИПАН (Лабораторию измерительных приборов АН СССР; в настоящее время — Курчатовский институт), где производились исследования в области физики высокотемпературной плазмы под грифом «Совершенно секретно». Там уже проверялись разработки Сахарова и Тамма по термоядерному реактору. Лаврентьев вспоминал:

Для меня это было большой неожиданностью. При встречах со мной Андрей Дмитриевич ни одним словом не обмолвился о своих работах по магнитной термоизоляции плазмы. Тогда я решил, что мы, я и Андрей Дмитриевич Сахаров, пришли к идее изоляции плазмы полем независимо друг от друга, только я выбрал в качестве первого варианта электростатический термоядерный реактор, а он — магнитный.
Впоследствии Лаврентьев был лишён допуска в лабораторию ЛИПАН и был вынужден писать дипломный проект без прохождения практики и без научного руководителя. Однако он получил диплом с отличием на основе уже сделанных им теоретических работ по управляемому термоядерному синтезу.
Весной 1956 года Лаврентьев был направлен в ХФТИ (Харьков, УССР) и представил свой отчёт о теории электромагнитных ловушек директору института К. Д. Синельникову. В 1958 году в ХФТИ была сооружена первая электромагнитная ловушка.
Учёный скончался 10 февраля 2011 года в Харькове на 85-м году жизни. Похоронен на кладбище в посёлке Лесное, рядом с женой.

## Вопросы приоритета
В августе 2001 года в журнале «Успехи физических наук» было опубликовано личное дело Лаврентьева и его предложение, отправленное с Сахалина 29 июля 1950 года, отзыв рецензента Сахарова и поручения Берии, которые хранились в Архиве Президента Российской Федерации в особой папке под грифом секретности.
Встречающиеся в СМИ утверждения, что первое предложение использовать дейтерид лития (LiD) в качестве термоядерного горючего и даже сама идея водородной бомбы якобы принадлежат Лаврентьеву, беспочвенны. Первый отчёт об исследовании дейтерида лития в качестве материала водородной бомбы датирован 2 декабря 1948 года. Предложенные в записке Лаврентьева реакции протона с 7Li и дейтрона с 6Li (с выходом двух альфа-частиц в обоих случаях) при температурах, достижимых в ядерном взрыве, не идут, поскольку имеют слишком низкое эффективное сечение, что и отмечено в рецензии Сахарова (1950) на работу Лаврентьева.
Однако неоспоримая роль Лаврентьева заключается в первоначальном инициировании работ по управляемому термоядерному синтезу.

## Награды
- орден Отечественной войны II степени (1985[9])
- медаль «За победу над Германией в Великой Отечественной войне 1941-1945 гг.»
- медаль «30 лет Советской Армии и Флота»
- другие награды